# 예원 등축제

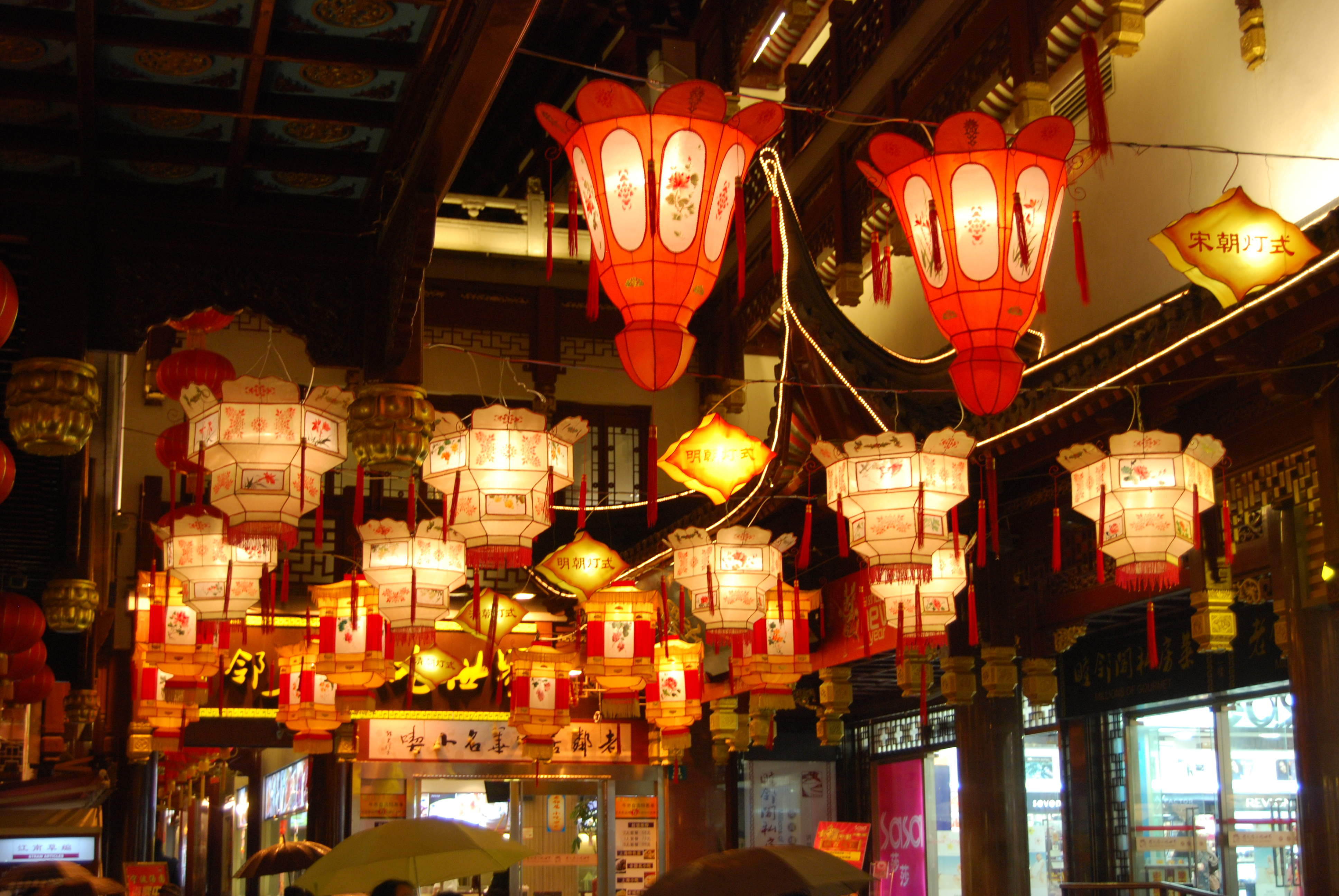
2012년에 열린 예원 등축제

예원 등축제(중국어 간체자: 豫园灯会, 정체자: 豫園燈會, 병음: Yùyuán dēnghuì 위위안 덩후이[*], 한자음: 예원 등회)는 매년 상하이에서 개최되는 국가급 무형문화유산인 춘절 기념 민속등축제이다.

## 개요
음력 상원(上元), 즉 정월 대보름을 뜻하는 원소절(元宵節, 위안샤오제)에 등을 밝히는 것은 중국의 전통 풍습이다. 원소절에 등불을 밝히는 풍습이 처음으로 시작된 것은 남조(南朝) 시대부터로 알려져 있으며, 당시 수도였던 난징(南京, 남경)에서 등축제가 열렸다.
명맥이 끊겼던 원소절 등축제의 전통이 되살아난 것은 1979년부터이다. 이후 난징과 상하이 등지에서 매년 화려한 등 축제가 열리고 있다.
상하이의 유명한 관광지인 예원에서는 1995년부터 등 축제가 열리고 있고, 화려한 모양과 색상의 등이 연초 중국의 밤을 환하게 수놓는 장관을 감상할 수 있다.

## 장소
매년 중국의 명절인 춘절에 상하이 예원 상성에서 개최된다.

## 정보
- 매년마다 축제의 주제가 달라진다.
- 유료로 입장하는 기간이 있다.
- 인터넷 예매와 현장 예매를 할 수 있다.
- 십이간지의 풍등이 있다.
- 매년 방문객과 시민들의 인파에 혼잡스럽다.